# Julio Esteban Larrondo Yáñez
Julio Esteban Larrondo Yáñez (* 23. August 1959 in Santiago de Chile) ist ein chilenischer römisch-katholischer Geistlicher und ernannter Prälat von Illapel.

## Leben
Julio Esteban Larrondo Yáñez studierte am Priesterseminar in Santiago de Chile und empfing am 12. Dezember 1992 das Sakrament der Priesterweihe für das Erzbistum Santiago de Chile.
Neben verschiedenen Aufgaben in der Pfarrseelsorge und als Dekan war er in der Ausbildung und der Personalführung der Geistlichen tätig. 2020 wurde er zum Bischofsvikar für die Seelsorgezone Santiago-Süd ernannt.
Papst Franziskus ernannte ihn am 26. Mai 2020 zum Titularbischof von Magarmel und zum Weihbischof in Santiago de Chile. Der Erzbischof von Santiago de Chile, Celestino Aós Braco OFMCap, spendete ihm am 26. September desselben Jahres im Heiligtum der Unbefleckten Empfängnis in Santiago de Chile die Bischofsweihe. Mitkonsekratoren waren der Apostolische Nuntius in Chile, Erzbischof Alberto Ortega Martín, und Alberto Ricardo Lorenzelli Rossi SDB, Weihbischof in Santiago de Chile.
Papst Franziskus ernannte ihn am 12. Dezember 2023 zum Prälaten von Illapel.